# Юддха Малла II
Юддха Малла II (*д/н — 928) — магараджа держави Східних Чалук'їв.

## Життєпис
Онук Юддха Малли І, молодшого співволодаря Віджаядітьї III, син магараджи Тадапи (відомого як Тала I). Втрутився у боротьбу за владу, що знову почалася 927 року. Вже 929 року за підтримки Індри III, магараджахіраджи Держави Раштракутів, повалив магараджу Чалук'я Бхіму II.
Визнав зверхність Раштракутів, війська яких більшу частину панування залишалися в державі Східних Чалук'їв. Фактично володіння розпалися на декілька частин, де панували родичі Юддха Малли II, що прямо підпорядковувалися Індрі III. Ситуація змінилася після 930 року, коли новий магараджахіраджа Говінда IV не міг вже залишати свої війська тут, оскільки інші його васали повстали.
Цим скористався Чалук'я Бхіма III (син Віджаядітьї IV), що почав боротьбу за владу, внаслідок якої 935 року Юддха Малла II зазнав поразки і загинув.